# Belén Cuesta
Belén Cuesta Llamas (Sevilla, 24 januari 1984) is een Spaans actrice. Ze is bekend van de films Kiki, el amor se hace, La llamada en La trinchera infinita. Voor de laatstgenoemde film ontving ze in 2020 de Premio Goya voor beste actrice. Op televisie is ze beter bekend van La casa de papel, waarin ze de rol speelt van Julia ("Manila").

## Filmografie

### Film
Uitgezonderd korte films en televisiefilms.
| Filmografie als actrice |                              |
| Jaar                    | Titel                        |
| 2009                    | Hierro                       |
| 2011                    | Perro flaco                  |
| 2012                    | La montaña rusa              |
| 2013                    | #Sequence                    |
| 2015                    | Ocho apellidos catalanes     |
| 2016                    | Tenemos que hablar           |
| 2016                    | El pregón                    |
| 2016                    | Kiki, el amor se hace        |
| 2016                    | Villaviciosa de al lado      |
| 2017                    | Proyecto tiempo              |
| 2017                    | La llamada                   |
| 2018                    | El aviso                     |
| 2019                    | A pesar de todo              |
| 2019                    | Litus.                       |
| 2019                    | Parking                      |
| 2019                    | La trinchera infinita        |
| 2019                    | Ventajas de viajar en tren   |
| 2020                    | Hasta que la boda nos separe |
| 2020                    | Sentimental                  |
| 2022                    | Un novio para mi mujer       |

### Televisie
Uitgezonderd eenmalige gastrollen. 
| Filmografie als actrice |                           |                     |
| Jaar                    | Titel                     | Aantal afleveringen |
| 2008                    | Cazadores de hombres      | 2                   |
| 2011                    | Palomitas                 | 9                   |
| 2012                    | Bandolera                 | 15                  |
| 2015                    | Vis a vis                 | 2                   |
| 2015                    | Aquí Paz y después Gloria | 8                   |
| 2016                    | Buscando el norte         | 8                   |
| 2017 - 2018             | Ella es tu padre          | 13                  |
| 2019                    | Mira lo que has hecho     | 4                   |
| 2016 - 2019             | Paquita Salas             | 15                  |
| 2019 - 2021             | La casa de papel          | 20                  |

- Biblioteca Nacional de España: XX5585598
- Catàleg d'autoritats de noms i títols de Catalunya: 981058596094606706
- Gemeinsame Normdatei: 1311512446
- International Standard Name Identifier: 0000 0004 9773 3082
- Library of Congress Control Number: no2016154434
- Système universitaire de documentation: 233043454
- Virtual International Authority File: 17146030494235861139
- WorldCat: E39PBJrck3c36TP3kHxp99c773